# Forte Batteria Siacci
Das Forte Batteria Siacci ist eine Festung an der Straße von Messina in Mattini Superiore, einem Ortsteil von Campo Calabro in der italienischen Region Kalabrien.

## Geschichte
Die Festung wurde nach der Einigung Italiens noch im Jahre 1861 errichtet.
Von ihrem Bau bis zum Juni 2018 blieb das Anwesen in den Händen der italienischen Militärverwaltung. Anfangs diente es als Küstenartillerieposten, eine Funktion, die mit dem Ende des Zweiten Weltkriegs wegfiel. Bis 1984 wurde es als Munitionsdepot genutzt und dann aufgelassen.
Das Forte Batteria Siacci wurde per Ministerialdekret vom 24. März 2004 als Anlage von kulturellem Interesse erklärt und folglich allen Schutzvorschriften des Teils II des Gesetzesdekretes Nr. 42 von 22. Januar 2004 nach Maßgabe des Codice dei beni culturali e del paesaggio unterworfen. Das Gelände des Forts wurde als von besonderem öffentlichen Interesse per D. M. vom 19. Juni 1975 erklärt und daher dem Landschutz nach Maßgabe des Teils III des Codice dei beni culturali e del paesaggio unterworfen. Das Gelände gilt darüber hinaus als seismischen Belastungen der 1. Kategorie ausgesetzt.
Das Fort gehört seit 2019 der Gemeinde Campo Calabro und im selben Jahr wurden die Zufahrtsstraßen wiederhergestellt, ebenso Mäharbeiten im Innenhof, im Burggraben und auf den Terrassen durchgeführt, sowie zwei Rundwege für Besucher gesichert. Heute ist das Fort ausschließlich auf diesen gesicherten Rundwegen zu besichtigen. Die Gemeinde Campo Calabro hat mit dem ‚‚MIBAC‘‘ und dem staatlichen Liegenschaftsamt ein vier Jahre dauerndes Programm zur Reparatur und Restaurierung mit dem Ziel touristischer, architekturgeschichtlicher und musealer Nutzung aufgelegt.

## Beschreibung
Das Fort erstreckt sich über eine Gesamtfläche von 144.950 m², von denen 10.600 m² bebaut sind, und liegt auf einer Höhe von 350 Metern Seehöhe.
Das Forte Batteria Siacci hat eine vierseitige Trapezform mit gerader Kehlfront von 205 Metern Länge und ca. 80 Metern Höhe, unterbrochen durch einen keilförmigen Probeschacht, der auch zur Verteidigung des Burggrabens und des Eingangs dient und vollständig mit Erde bedeckt ist. Es handelt sich um einen doppelten Schutzdamm, einer zur Verteidigung des Grabens Richtung Meer und der andere zur Verteidigung des Forts selbst.
Das gesamte Werk ist von einem tiefen, fortlaufenden Graben umgeben, der an der Kehlfront bis zu 10 Meter breit ist, flankiert durch eine Contrescarpenabdeckung, was ein Hindernis größten Widerstandes und größter Dauerhaftigkeit darstellt und dem Gegner, der das Werk anzugreifen versucht, die größten Schwierigkeiten bereitet. Zum Schutz des Grabens ist das Fort mit zwei Kaponnieren ausgestattet, eine traditionellen Typs zum Schutz der Nordseite und eine kurvige mit nach Süden und Westen gerichteten Geschützständen. An den Flanken des Profils befinden sich Kasematten für die den Graben flankierenden Maschinengewehrschützen. Das Innere der Anlage ist so gestaltet, dass nur die Seiten der der Verteidigungsfront ausgesetzten Gebäude im Mauerwerk freigelegt sind.
Der Grundriss besteht aus zwei Raumlamellen, eine vor dem Graben und eine am Meer, mit schmalem, langen Innenhof. Das Niveau des Eingangs entspricht dem des Innenhofs, in den man durch den Baukörper vor dem Graben gelangt. Vom Hof aus führt eine Rampe zum Niveau der Waffenplätze, die zehn Geschützpositionen besitzen. Unter dem Boden der Waffenplätze liegen Läger, in denen die Munition zum sofortigen Einsatz aufbewahrt worden sein muss.  Was den konstruktiven Aspekt, die Technik, die Materialien, die konstruktiven Eigenschaften, die angewandten technologischen Lösungen angeht, so wiederholen sie sich in jedem Gebäude des Festungssystems und bestätigen, dass die Forts an der Straße von Messina das Resultat eines ganzheitlichen Projektes sind; sie verweisen auf die Militärhandbücher und auf die Ingenieurfähigkeiten der damaligen Zeit.
Die tragenden Strukturen der Forti Umbertini wurden in Kalksteinmauerwerk aus örtlichen Quellen und Beton, verstärkt durch horizontal eingebrachte Ziegelsteine, realisiert. Letztere wurden auch in den Fugen der Mauern eingesetzt, wogegen die Außenecken fast immer aus Steinquadern bestehen, die in Blöcken verarbeitet und angeordnet sind, um an diesen Stellen größte Widerstandsfähigkeit zu garantieren. Die äußeren Mauern sind darüber hinaus mit dem gleichen, hellen Stein verkleidet, der aber nicht in Quader geschnitten und als Opus incertum eingesetzt wurde. Die Innenräume zeigen gewölbte, verputzte Ziegeldecken in einer Vielzahl von Formen: Tonnengewölbe, Rechteckgewölbe, Kreuzgewölbe. Der Einsatz von Mauerziegeln markiert den Rhythmus der horizontalen und vertikalen Elemente des gesamten Gebäudes. Erstere sind die Verkleidungen der Wände und die Gesimse, wo die Elemente oft nicht scharfkantig sind, sondern elegant abgerundet. Letztere sind die Pfeiler, die sowohl die Mauerstufen zum Graben hin markieren als auch die Stufen an den Fassaden der Innenhöfe.
Von relevanter Bedeutung zeigen sich die Techniken, die für die vorhandenen technologischen Anlagen angewandt wurden: Anspruchsvolle und funktionstüchtige Geräte wurden eingesetzt, um den Wasservorrat zu sichern, oder zum Schutz des Pulvers gegen Feuchtigkeit, z. B. durch eine Lüftungsanlage die auch in den unterirdischen Räumen völlig zufriedenstellend arbeitete. Die klassische Bewaffnung derartiger Festungen bestand aus 14 Geschützständen an der Hauptfassade (10 Kanonen mittleren Kalibers 149G auf Fahrlafetten und vier Haubitzen des Kalibers 210G), sowie drei an jeder Flanke (Kanonen des Kalibers 120G), alle auf Stellungen auf den Mauern. Die vier kleinen Kanonen, Kaliber 87B, an der Grabenfront und die zehn Maschinengewehre mit zwei Läufen in den Kaponnieren vervollständigten die Verteidigung, auch gegenüber Angriffen aus nächster Nähe. In geringer Entfernung von dem Fort lagen die beiden Hilfsfestungen Forte Pignatell und Deposito Munizioni Matiniti Inferiore. Die drei Festungen bildeten gemeinsam das Verteidigungssystem von Campo Calabro.